# Parapente

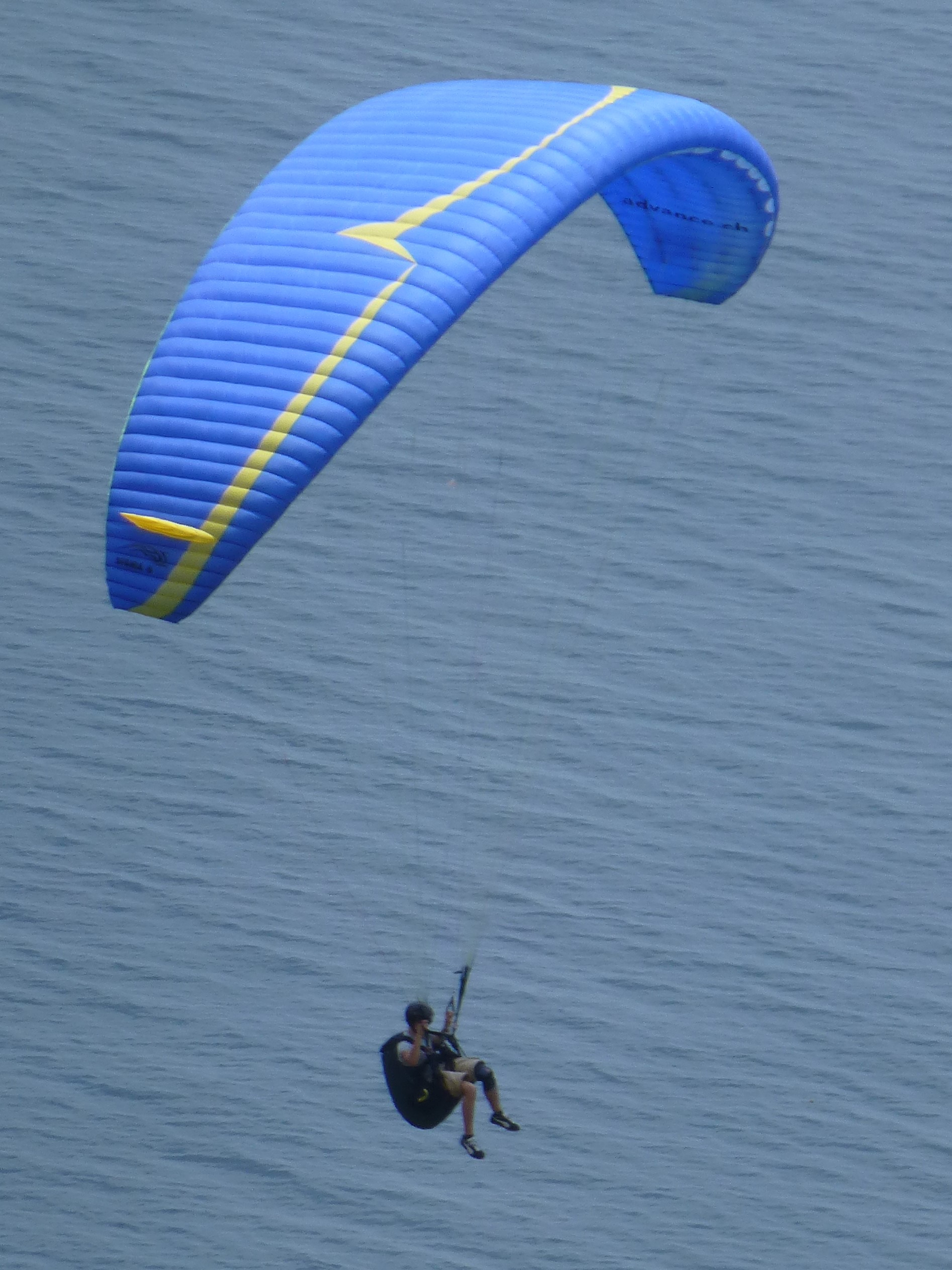
Práctica del parapente.

El parapente (del francés parapente, acrónimo de parachute, paracaídas, y pente, pendiente) es un aerodino de ala fija considerado un deporte nacido a finales del siglo XX por la inventiva de montañeros que querían bajar volando mediante un paracaídas desde las cimas que habían ascendido.
El ala, y a veces todo el equipo, se llama así con el mismo nombre, parapente. La definición técnica es: planeador flexible ultraligero. Planeador porque no consta de motor y flexible porque no hay partes rígidas que compongan el ala, por lo que puede ser transportado en el maletero de un coche. El peso de todo el equipo suele rondar los 10-20 kg, aunque hay equipos para montaña que llegan a pesar hasta menos de 5 kg. El piloto y ocasionalmente el pasajero (para lo que se utiliza un parapente biplaza cuyo equipo puede llegar a los 30 kg) de parapente estarán equipados con el equipo de seguridad obligatorio, silla-arnés, cascos, gafas y paracaídas de emergencia, y con diversos instrumentos electrónicos: variómetro o altivario, GPS y equipo de radio.

## Descripción
Un parapente es un aerodeslizador ultraliviano, que consta de un ala de estructura no rígida o blanda llamada vela o velamen, construida de tela sintética denominada Rip Stop cuya trama tiene hilos de refuerzo que frenan eventuales desgarros. Que adquiere su perfil o forma por las presiones que en el interior de las celdas o cajones ejerce el aire que entra por las bocas situadas en el borde de ataque o delantero. Ésta se une con el arnés o silla por medio de finas cuerdas de material también sintético (kevlar, dyneema, etc.) llamadas suspentes o cordinos, que terminan su ramificación en unos maillones que las unen a un juego de 2, 3, o 4 cintas por lado llamadas BANDAS (que se diferencian entre ellas como A, B, C, etc. comenzando por las delanteras), éstas a su vez se unifican en dos anclajes (izquierdo y derecho) que se unen finalmente al arnés por medio de un par de mosquetones. En lo que respecta a su funcionamiento básico, se despega y aterriza sobre las piernas del piloto y se controla por medio de un par de mandos (izquierdo y derecho), llamados frenos, que actúan doblando hacia abajo el borde trasero de la vela, modificando de esta forma el perfil aerodinámico de la misma. Al control de los mandos se puede sumar el efecto producido al modificar la carga alar del ala en distintas zonas de la misma, esto es inclinando el cuerpo hacia los costados.
Al ser un tipo de ala flexible, la turbulencia y sobre todo la cizalladura pueden producir plegadas que deforman el perfil alar, perdiendo así parte de su capacidad de sustentación y entrando en distintas configuraciones de vuelo: plegadas asimétricas o frontales, autorrotación, barrena, etc. Si la incidencia se produce a una altura suficiente, normalmente se podrá volver a la configuración natural de vuelo, pero si no es así, se tiene como último recurso hacer uso de un paracaídas muy básico para un caso de emergencia que rara vez se presenta.
Una parte de la formación de un piloto de parapente es justamente aprender a controlar el parapente en incidentes en vuelo. Este tipo de curso se llama SIV (Simulación de Incidentes en Vuelo). En este curso el piloto aprenderá a dominar el parapente frente a una incidencia, a hacer maniobras de utilidad (barrenas, pérdidas) y a utilizar correctamente el paracaídas de emergencia. Este tipo de cursos se realizan encima del agua, con la presencia de una lancha de rescate para mayor seguridad en caso de tener que usar el paracaídas de emergencia.
El rango máximo y mínimo de velocidades relativas para un modelo de parapente intermedio es: Velocidad máxima: 50 kilómetros/hora. Velocidad mínima: 24 km/h. Un parapente de competición puede superar los 60 kilómetros/hora y una relación de planeo, o "fineza" de 11:1, es decir, que por cada 11 metros relativos de aire que avanza se desciende uno (debemos pensar que estando en el aire, la velocidad en este caso siempre será relativa a la fuerza y dirección del viento, y no confundir con la velocidad real a la tierra GPS). Todos los parapentes se encuentran en permanente descenso y la autonomía para desplazarse en el aire es simplemente la altitud a la que se encuentre ya que dependen de las corrientes de aire para ganar altura.
Se trata de poder despegar, volar y aterrizar con un ala flexible por los propios medios del piloto, es decir, a pie. El ideal sería desde una ladera no muy inclinada y encarada a un viento moderado de unos 10-20 km/h, o menos aún si se pretende volar cerca de la costa, ya que el aire tendrá una mayor densidad allí debido a presiones atmosféricas y humedades relativas más elevadas. Después el piloto se sentará cómodamente en una silla o arnés, unidos a las bandas de suspentaje mediante dos mosquetones.
La forma de vuelo es pendular, lo que significa que el piloto tiene control directo en solo dos de los tres planos de vuelo: alabeo (con el peso del piloto y los frenos) y cabeceo (con los dos frenos simultáneamente y con el acelerador); la guiñada, por lo tanto, al carecer de cola, queda fuera del control del piloto.

### Parapente despegando a tracción (Torno)
Otra forma posible para que el parapente despegue consiste en realizarlo con torno de tracción fijo o un desbobinador mecánico instalado en un vehículo o lancha controlado por un operador. Este se engancha en el arnés por medio de un sistema de suelta rápida, que el piloto accionará cuando el tornero se lo indique. Es un tipo de vuelo típico de llanuras (especialmente en desiertos, donde se alcanzan las mayores alturas) y aquí la duración del vuelo depende de la habilidad del piloto para conseguir elevarse lo máximo posible y después encontrar corrientes de aire ascendente.
También podemos ver paramotores cuando la misma ala se acopla a una silla o arnés con un motor de explosión a gasolina o bien eléctrico y una hélice de dos o tres palas que propulsa todo el sistema a voluntad del piloto. Aunque las alas sean iguales o muy parecidas, las sensaciones, condiciones meteorológicas, las técnicas de vuelo con o sin motor e impacto ambiental difieren mucho entre ellas, ya que mientras el paramotor goza de autonomía para desplazarse por el aire, el parapente no.

## Un planeador en el aire
La ciencia del vuelo a vela y, por consecuencia, del parapente se basa en las corrientes térmicas y en las corrientes dinámicas. Las primeras se producen al calentarse una masa de aire por conducción, es decir, por el contacto del aire sobre un suelo calentado por los rayos solares. Dicha masa de aire se dilata al elevar su temperatura y resulta más ligera que el aire circundante, por lo que una vez superada la resistencia creada por la misma viscosidad del aire, comienza a elevarse en forma de burbujas o como corrientes verticales más o menos cíclicas. Esta ascensión de aire caliente, llamada térmica, es el principal motor utilizado por todas las aeronaves planeadoras. En el segundo caso se aprovecha la dirección ascendente del viento al salvar algún obstáculo, técnica reservada casi siempre a algunas aves de costa y al parapente. En el vuelo térmico, la destreza está en centrar bien el canal ascendente para obtener la máxima velocidad de ascenso perdiendo la menor altura posible en el giro. Pero antes de ello deberemos encontrar esas corrientes térmicas; pueden estar a la deriva de las zonas más áridas del terreno, en las laderas con más incidencia de los rayos de sol, a sotavento de obstáculos, etc. Además las nubes de convección o cúmulos las marcan al igual que las nubes lenticulares muestran altas velocidades del viento, también se puede leer la dirección del viento en la forma de las nubes.

### Tipos de vuelo
Una de las disciplinas más codiciadas dentro del parapentismo es el vuelo cross country o vuelo de distancia, la cual implica a diferencia del vuelo local, donde después de despegar se permanece dentro de la zona hasta el momento de tomar tierra en el aterrizaje oficial habilitado para ello, irse, previo a una planificación, aunque por lo general bajo cierta incertidumbre, a recorrer grandes distancias, para lo que habrá que ir buscando aterrizajes alternativos en caso de perder demasiada altura.

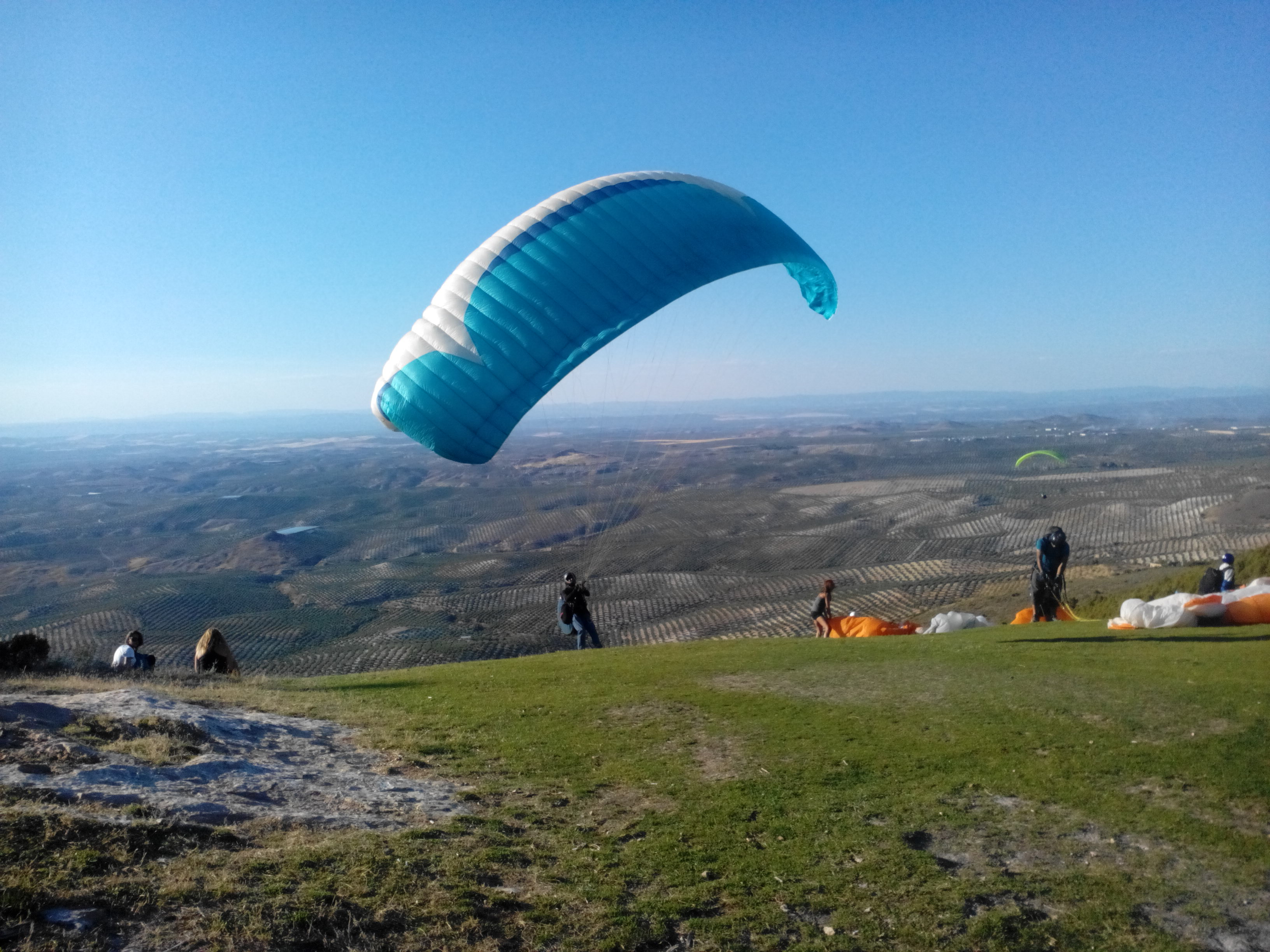
Parapente en España.

El vuelo termodinámico no es más que aprovechar la convergencia de brisas de distinta orientación que produce una zona ascendente alargada y generalmente coronada por nubes de convección o cúmulos. Esta convergencia puede ser derivada por el viento meteorológico existente en capas más altas de la atmósfera y son auténticas autopistas del vuelo libre. Se han llegado a sobrepasar distancias de 550 kilómetros en línea recta gracias a este fenómeno.(véase también vuelo térmico)
Más allá de la forma en que se combinen las ascendencias, un  vuelo de cross, ha de implicar necesariamente tomar altura en una corriente térmica o zona de ascendencias, para luego realizar la transición hasta la siguiente y así sucesivamente. teniendo en cuenta que todo planeador siempre planea hacia abajo respecto al aire, el  equilibrio entre la ganancia de altura y el largo de la transición hasta la siguiente zona de ascendencias juegan un papel fundamental para realizar con éxito un largo vuelo, para lo que además de los tradicionales elementos de seguridad, se suman una baliza, agua, alimento, indumentaria apropiada para caminar por horas o incluso días, equipo vivac, linterna, etc.; sin embargo, uno de los aspectos más importantes es la planificación con base en la experiencia, y las condiciones climáticas
La restitución es un vuelo térmico que se produce al atardecer cuando grandes masas, sobre todo rocas y tierras áridas, devuelven a la atmósfera poco a poco el calor almacenado durante los días calurosos y con poco viento, generando ascendencias suaves pero de enormes dimensiones. Esta acción se acrecienta en los valles por las corrientes frescas, o viento catabático, que bajan a lo largo de las laderas tras la puesta de sol.
El vuelo dinámico se realiza desplazándose por delante de un obstáculo frente al viento, como un surfista se deslizaría por una ola, pues este viento, al subir por las laderas, proporciona una masa de aire sustentadora. La onda de montaña tiene el mismo efecto, con la salvedad de estar producida por vientos meteorológicos fuertes, que al ascender y descender por accidentes orográficos producen ascendencias y descendencias, así como zonas muy turbulentas, también denominadas "rotores".

### Pilares para el vuelo en parapente
La práctica responsable de este deporte implica necesariamente poseer conocimientos sobre los cinco pilares que  a continuación se mencionan y serán estudiadas por los alumnos en los cursos (iniciación, progresión, perfeccionamiento, biplaza o instructor).

#### Meteorología
Dado la fragilidad que presenta este tipo de aeronave en el aire, algo realmente fundamental para reducir los riesgos, es que se haga una acertada lectura del clima actual y próximo venidero, ya que podría exceder las capacidades tanto del equipo como del piloto. Dependiendo del tipo de vuelo (dinámico o térmico) la fuerza del viento y su dirección juegan un papel esencial a la hora de tomar la elección del día y hora  para realizar la práctica de este apasionante deporte. En principio podría decirse que para volar térmicas lo mejor es la ausencia o escasez de viento y para volar dinámicas una velocidad que no supere la velocidad del parapente sin utilizar el acelerador.
La atmósfera es la capa de aire que envuelve a la tierra y su espesor es de unos 500 km. Dentro de ella, el aire se organiza en diversas capas superpuestas con distintas características. Estas diferencias, especialmente de temperatura y presión, son precisamente las que mantienen a cada capa bien diferenciada de las restantes. La atmósfera no tolera grandes diferencias entre las masas de aire que hay en su interior, por lo que continuamente corrige los desequilibrios que se producen actuando como un verdadero regulador de temperatura y presión. Para ello, el aire circula siempre desde las zonas de mayor presión a las de menos, así como desde las zonas más frías hacia las más cálidas, produciéndose movimientos de aire de tipo convectivo (o vertical), y advectivo (u horizontal).
Las ascendencias marcadas por una nube de tormenta o por un cumulonimbos son tan grandes que pueden desbordar a la aeronave y constituir un peligro para el vuelo, tanto por la enorme altitud a la que llegan a subir (a veces 10,000 metros), por la desorientación que sufre el piloto debido a una visibilidad nula, como por las turbulencias que pueden existir en su seno.
En muchos países esta actividad no se encuentra regulada, y el uso de equipos defectuosos, no disponer de complementos de seguridad o realizar esta actividad sin un curso previo de instrucción, podrían causar accidentes que se evitarían si se tomara el deporte con más responsabilidad. Una buena formación, un poco de sensatez  y un buen equipo son las bases para que este deporte sea seguro.

#### Reglamentación
Así como en el tránsito de cualquier otro vehículo existen normas de convivencia en el aire. Lo cual resulta importante en cuanto al factor seguridad ya que tener preestablecidos acuerdos permite evitar incidentes. Por otro lado también están reguladas las diferentes modalidades de competición, XC, ACRO, precisión, etc.

#### Material
Se refiere al equipo y su periódica revisión, ya que si bien por un lado el equipo es relativamente liviano comparado con otras aeronaves, el envejecimiento y deterioro del material es bastante rápido, por lo que las revisiones periódicas son indispensables ya que depende de ello la seguridad del vuelo. Para ello se realizan distintos test, porosidad del tejido, punto de carga de rotura de uno de los suspentes principales y trimado del sistema de suspentaje.